# Jahnberge (Wiesenaue)

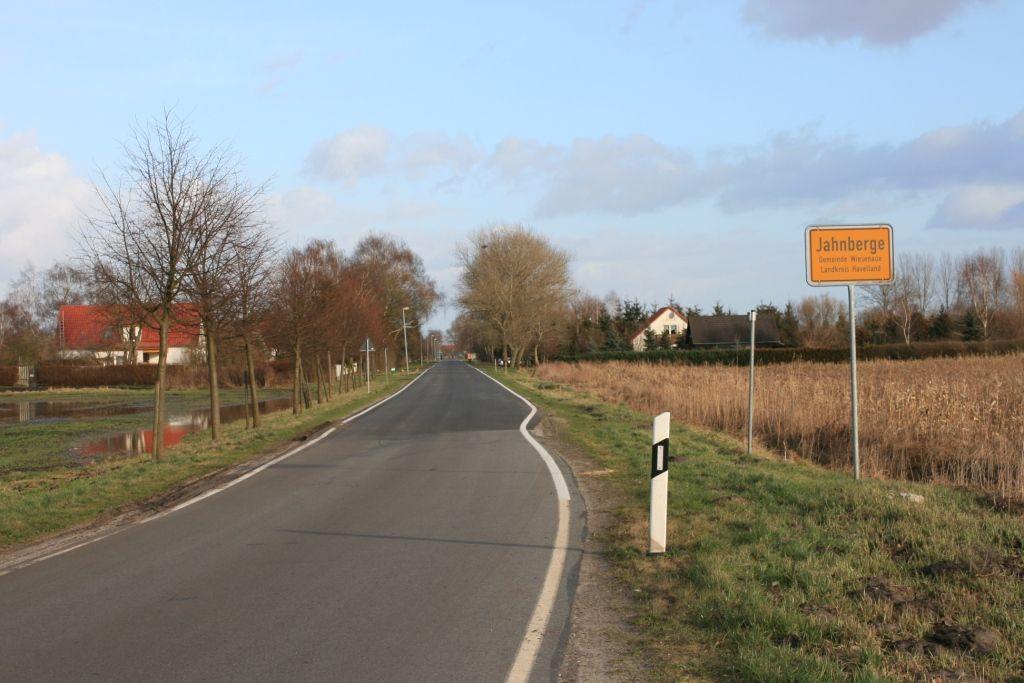
Jahnberge von Warsow kommend

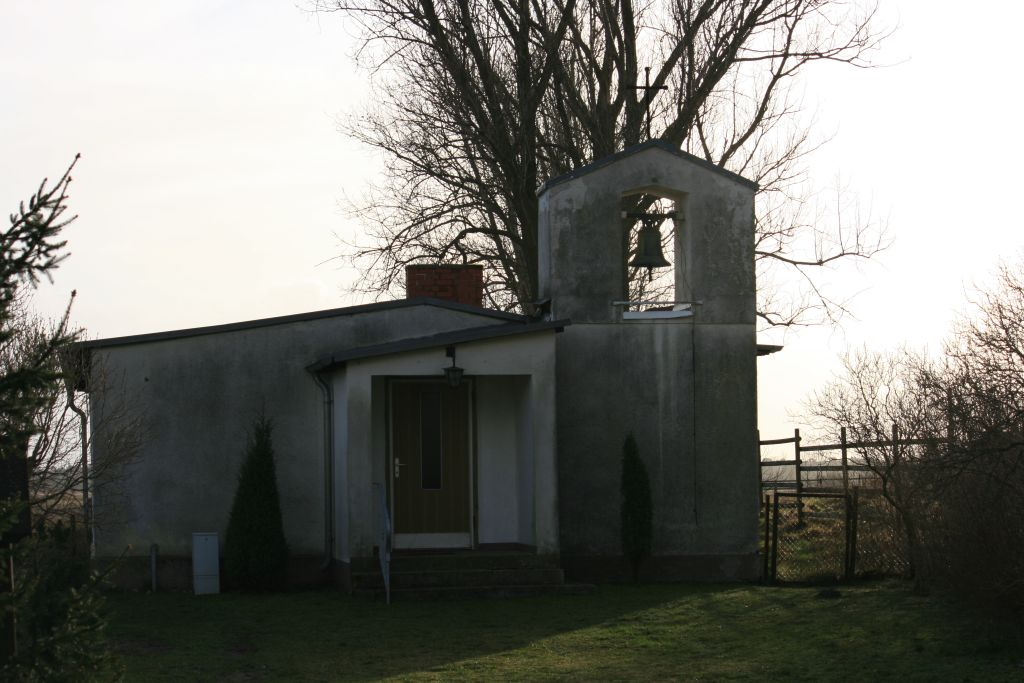
Kirche

Jahnberge ist der kleinste Ortsteil der Gemeinde Wiesenaue (vormals Jahnberge) im brandenburgischen Landkreis Havelland. Der Ort gehörte bis 1952 zu Brädikow und bis 2003 war er ein Ortsteil von Warsow. Seinen Ortsnamen erhielt Jahnberge im Jahr 1937, nachdem die Siedlungsgenossenschaft „Eigene Scholle“ das Land erworben hatte.

## Nachbarorte
- Betzin – Ortsteil der Gemeinde Fehrbellin
- Lobeofsund – Ortsteil der Gemeinde Fehrbellin
- Paulinenaue
- Brädikow – Ortsteil der Gemeinde Wiesenaue
- Warsow – Ortsteil der Gemeinde Wiesenaue
- Vietznitz – Ortsteil der Gemeinde Wiesenaue

## Kommunikation und Infrastruktur
Jahnberge hat keine direkte Anbindung an den ÖPNV. Nächste Bahnstation ist Paulinenaue an der Bahnstrecke Berlin–Hamburg.

## Geschichte
Die Geschichte von Jahnberge begann im Jahre 1937 mit der Namengebung, nachdem die Siedlungsgenossenschaft „Eigene Scholle“ Land erworben hatte, das verschiedenen umliegenden Gemeinden gehörte. Nach dem Zweiten Weltkrieg ging es Jahnberge so wie märkischen Dörfern bereits Jahrhunderte davor nach dem Dreißigjährigen Krieg. Das Dorf bzw. sein Rest, einige wenige primitive Gebäude, war menschenleer.
Was folgte, lässt sich für Jahnberge als „3. Besiedlung des Luches“ bezeichnen. In den „Ort“ kamen Flüchtlinge aus dem Osten.
Nur Flüchtlinge aus Ostpreußen und Wolhynien, die erst einmal in Brädikow wohnten, besiedelten Jahnberge. 1946 folgten herbeigeschaffte Baracken als erste Behausungen. Im Zuge der Bodenreform wurde das Land an 42 Siedler zu je 8–10 ha plus 4 ha Wald aufgeteilt, die 3 Handwerkersiedlungen erhielten je 1 ha. Jahnberge stand unter der sowjetischen Kommandantur von Paulinenaue, und so begaben sich die Zuwanderer mittels Ponygespann zur Arbeit auf dem Paulinenauer Gut. 1947 herrschte Land unter, da die Gräben zur Entwässerung während des Krieges verfallen waren. Von 1949 bis 1953 erfolgte der Neuaufbau von Jahnberge, begonnen wurde mit kleinen Häusern (3 Zimmer und Küche) ohne Stallungen. 1951/52 wurde eine Einkaufsmöglichkeit für Waren des täglichen Bedarfs (Konsum) eröffnet, ein Feuerwehrhaus, eine Kirche und abschließend 1953 eine Schule errichtet. Die Schule, 1953 noch mit 40 Schülern, wurde 1966 jedoch geschlossen. Von da an ging es per Schulbus zur Schule, 1995 nutzten diesen noch 9 Schüler. 1958 wurde die LPG „Blühendes Luch“ gegründet. Man lebte von Milchwirtschaft und Hanfanbau, welcher 1972 eingestellt wurde. Mit nunmehr etwas Geld in der Tasche bzw. auf der hohen Kante begannen die Jahnberger in den 1960er Jahren mit dem Ausbau und der Vergrößerung ihrer Häuser. 1972/73 erfolgte der Ausbau der Feldwege nach Warsow, Brädikow und Paulinenaue. Die bis dahin einzige befestigte Möglichkeit, Jahnberge zu erreichen, war die in den 1950er Jahren asphaltierte Straße nach Lobeofsund.

## Politik
Ehrenamtliche Ortsvorsteherin seit dem 18. Januar 2010 ist Elke Bonanaty.